# Hideo Zushi
Hideo Zushi (japanisch 図子 英雄, * 21. März 1933 in Saijō, Präfektur Ehime; † 26. Juni 2016) war ein japanischer Schriftsteller, Lyriker und Literaturhistoriker.

## Leben
Zushi wurde in Saijō in der Präfektur Ehime geboren. Er absolvierte ein Studium an der wirtschaftswissenschaftlichen Fakultät der Ōita-Universität und war anschließend lange Jahre als Journalist für die Regionalzeitung Ehime Shimbun tätig, zuletzt als stellvertretender Leitartikler. 1992 trat er in den Ruhestand.
Schon früh veröffentlichte er Beiträge in literarischen Zeitschriften und wurde mehrfach für renommierte Literaturpreise vorgeschlagen, unter anderem für den Akutagawa-Preis. Seine Kurzgeschichte Kawasemi („Der Eisvogel“) wurde 1987 mit dem Shinchō-Nachwuchspreis ausgezeichnet und im selben Jahr für den Akutagawa-Preis nominiert.
Zushi war Herausgeber der Literaturzeitschrift Genten (原点) und setzte sich zeitlebens für die Förderung regionaler Literatur ein. Er war Jurymitglied beim Literaturpreis Ehime Bunka Tosho-shō (えひめ文化図書賞).